# 나의 라임 오렌지 나무 (영화)
《나의 라임 오렌지 나무》(포르투갈어: Meu Pé de Laranja Lima)는 2012년 공개된 브라질의 드라마 영화로, 조제 마우루 지 바스콘셀루스의 동명 소설을 원작으로 한다.

## 출연

### 주연
- 후아오 기에메 아빌라
- 호세 드 아브레우

### 조연
- 카코 시오클러
- 에두아르도 다스카르
- 히카르도 브라보
- 카티아 칼릴
- 에두아르도 모라이라
- 에밀리아노 쿠에이로즈

## 기타
- 사운드슈퍼바이저: 베토 페라즈